# Europäischer Filmpreis 2016

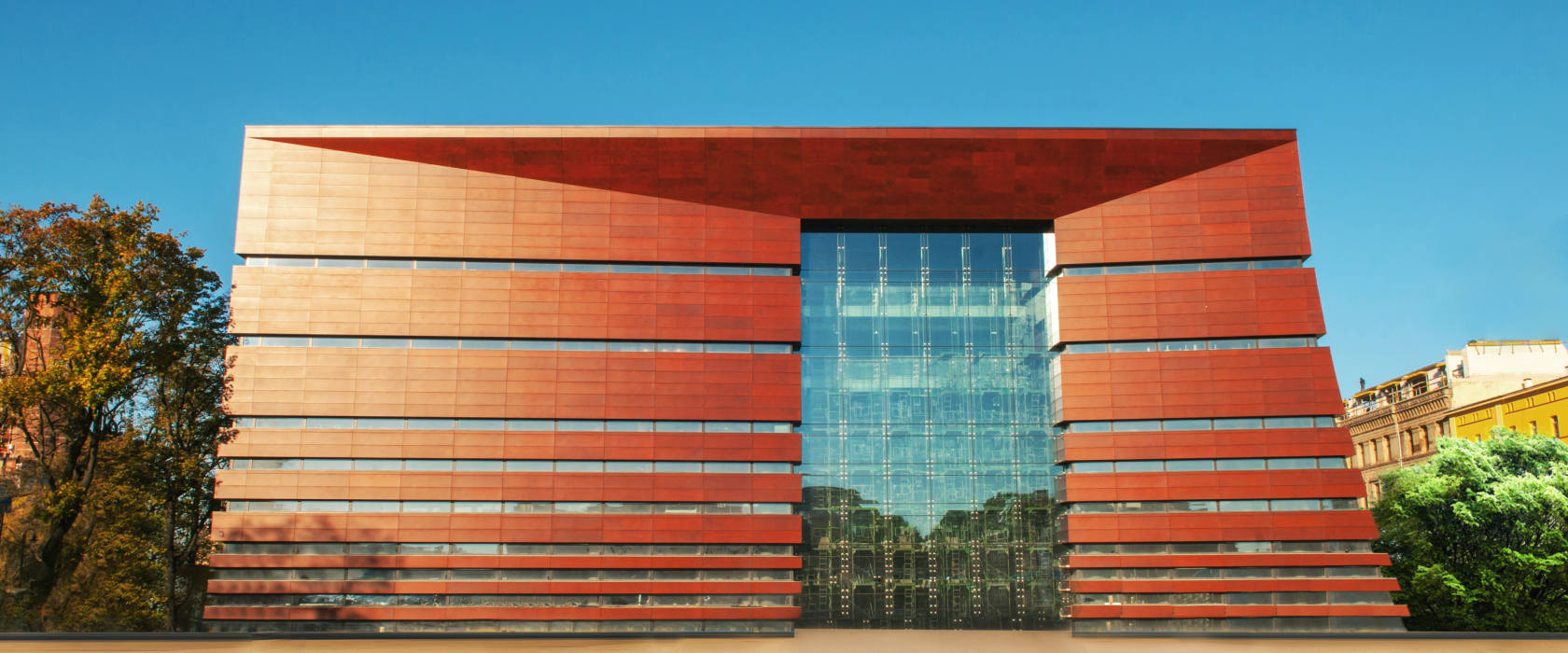
Nationales Forum für Musik, Veranstaltungsort des Europäischen Filmpreises 2016

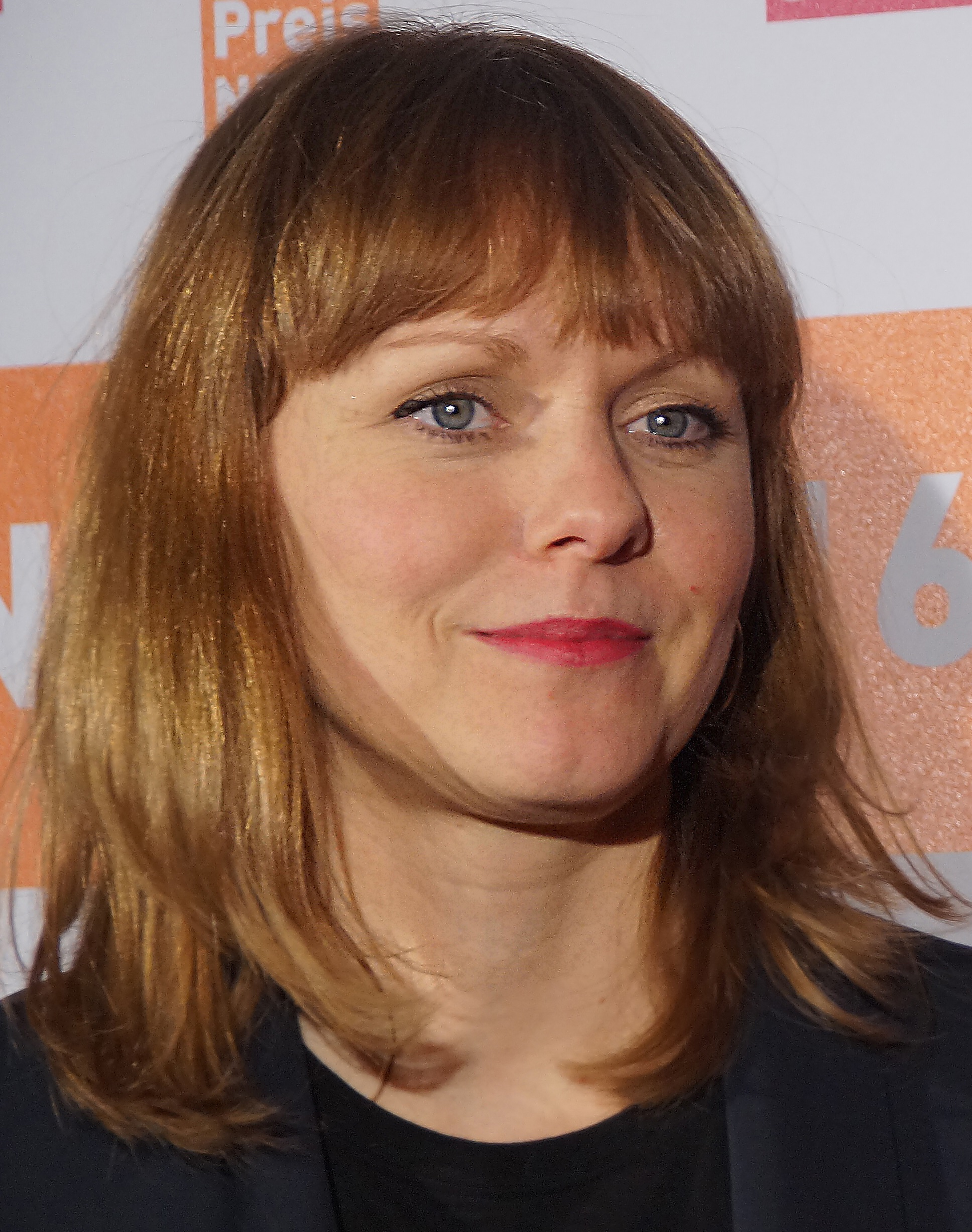
Maren Ade, Regisseurin des preisgekrönten Films Toni Erdmann

Die 29. Verleihung des Europäischen Filmpreises fand am 10. Dezember 2016 im Nationalen Forum für Musik in Wrocław statt, eine von zwei Kulturhauptstädten Europas des Jahres. Der Preis wird von der Europäischen Filmakademie (EFA) vergeben. Als bester Film wurde Maren Ades Toni Erdmann ausgezeichnet, der alle seine fünf regulären Nominierungen in Siege umsetzen konnte.
Als Moderator führte der polnische Schauspieler Maciej Stuhr durch die Verleihung.
Die russische politische Aktivistin und Performancekünstlerin Marija Aljochina erinnerte während der Verleihung an den ukrainischen Filmemacher Oleh Senzow und verlas eine Nachricht von ihm. Senzow war 2015 in Russland wegen Terrorismusverdacht zu 20 Jahren Haft verurteilt worden.

## Preisträger und Nominierungen
Die vollständigen Nominierungen wurden am 5. November 2016 auf dem Europäischen Filmfestival von Sevilla bekanntgegeben:

### Bester europäischer Film
präsentiert von Cécile de France
Toni Erdmann – Regie: Maren Ade
- Elle – Regie: Paul Verhoeven
- Ich, Daniel Blake (I, Daniel Blake) – Regie: Ken Loach
- Julieta – Regie: Pedro Almodóvar
- Raum (Room) – Regie: Lenny Abrahamson

### Beste europäische Komödie
präsentiert von Tom Wlaschiha
Ein Mann namens Ove (En man som heter Ove) – Regie: Hannes Holm
- Er ist wieder da – Regie: David Wnendt
- Unterwegs mit Jacqueline (La Vache) – Regie: Mohamed Hamidi

### Beste Regie
präsentiert von Daniel Olbrychski 
Maren Ade – Toni Erdmann
- Pedro Almodóvar – Julieta
- Ken Loach – Ich, Daniel Blake (I, Daniel Blake)
- Cristian Mungiu – Bacalaureat
- Paul Verhoeven – Elle

### Beste Darstellerin
präsentiert von Veerle Baetens und Liam Cunningham
Sandra Hüller – Toni Erdmann
- Valeria Bruni Tedeschi – Die Überglücklichen (La Pazza Gioia)
- Trine Dyrholm – Die Kommune (Kollektivet)
- Isabelle Huppert – Elle
- Emma Suárez und Adriana Ugarte – Julieta

### Bester Darsteller
präsentiert von Veerle Baetens und Liam Cunningham
Peter Simonischek – Toni Erdmann
- Javier Cámara – Freunde fürs Leben (Truman)
- Hugh Grant – Florence Foster Jenkins
- Dave Johns – Ich, Daniel Blake (I, Daniel Blake)
- Burghart Klaußner – Der Staat gegen Fritz Bauer
- Rolf Lassgård – Ein Mann namens Ove (En man som heter Ove)

### Bestes Drehbuch
präsentiert von Ludivine Sagnier
Maren Ade – Toni Erdmann
- Emma Donoghue – Raum (Room)
- Paul Laverty – Ich, Daniel Blake (I, Daniel Blake)
- Cristian Mungiu – Bacalaureat
- Tomasz Wasilewski – United States of Love (Zjednoczone stany miłości)

### Jurypreise
Am 17. November 2016 wurden in Berlin die Gewinner der Jurypreise bekanntgegeben, die durch eine siebenköpfige Jury aus der offiziellen Auswahlliste für Spielfilme und separat eingereichten Filmen ausgewählt wurden. Der Jury gehörte der Szenenbildner Benoît Barouh (Frankreich), der Kostümdesigner Paco Delgado (Spanien), der Kameramann Martin Gschlacht (Österreich, Preisträger 2015), der Sounddesigner Dean Humphreys (Vereinigtes Königreich), der Filmeditor Era Lapid (Israel), der Maskenbildner Waldemar Pokromski (Polen) und der Komponist Giuliano Taviani (Italien) an.
präsentiert von Małgorzata Szumowska, Zbigniew Preisner, Maja Ostaszewska und Maciej Stuhr
| Kategorie          | Preisträger                                                                          |
| ------------------ | ------------------------------------------------------------------------------------ |
| Beste Kamera       | Camilla Hjelm Knudsen – Unter dem Sand – Das Versprechen der Freiheit (Under Sandet) |
| Bester Schnitt     | Anne Østerud und Janus Billeskov Jansen – Die Kommune (Kollektivet)                  |
| Bestes Szenenbild  | Alice Normington – Suffragette – Taten statt Worte (Suffragette)                     |
| Bestes Kostümbild  | Stefanie Bieker – Unter dem Sand – Das Versprechen der Freiheit (Under Sandet)       |
| Bestes Maskenbild  | Barbara Kreuzer – Unter dem Sand – Das Versprechen der Freiheit (Under Sandet)       |
| Beste Filmmusik    | Ilja Demuzki – Uchenik (УЧЕНИК)                                                      |
| Bestes Sounddesign | Radosław Ochnio – 11 minut                                                           |

## Offizielle Auswahlliste – Spielfilme
Auf der Auswahlliste für den Europäischen Filmpreis 2016 standen 50 Filme, darunter der Hauptpreisträger der Filmfestspiele von Cannes 2016, Ich, Daniel Blake. Ebenfalls auf der Auswahlliste befanden sich die offiziellen Oscar-Beiträge für 2017 in der Kategorie Bester fremdsprachiger Film aus Belgien (The Ardennes – Ohne jeden Ausweg), Dänemark (Unter dem Sand – Das Versprechen der Freiheit), Deutschland (Toni Erdmann), Finnland (Der glücklichste Tag im Leben des Olli Mäki), Frankreich (Elle), Griechenland (Chevalier), Island (Sparrows), Kroatien (On the other Side), Lettland (Ausma), Portugal (Briefe aus dem Krieg), Schweden (Ein Mann namens Ove), Spanien (Julieta), Tschechien (Lost in Munich) und Ungarn (Kills On Wheels).
Die für die regulären Kategorien nominierten und mit Jurypreisen ausgezeichnete Filme sind hellblau hervorgehoben.
| Film                                                                           | Regie                        | Land                                                            | Darsteller (Auswahl) |
| ------------------------------------------------------------------------------ | ---------------------------- | --------------------------------------------------------------- | --- |
| 24 Wochen                                                                      | Anne Zohra Berrached         | Deutschland                                                     | Julia Jentsch, Bjarne Mädel, Johanna Gastdorf |
| Abluka – Jeder misstraut jedem (Abluka)                                        | Emin Alper                   | Türkei, Frankreich, Katar                                       | Mehmet Özgür, Berkay Ateş |
| Alles was kommt (L’Avenir)                                                     | Mia Hansen-Løve              | Frankreich, Deutschland                                         | Isabelle Huppert, André Marcon, Roman Kolinka, Édith Scob, Solal Forte                                                                                              |
| The Ardennes – Ohne jeden Ausweg (D’Ardennen)                                  | Robin Pront                  | Belgien, Niederlande                                            | Veerle Baetens, Jeroen Perceval, Kevin Janssens |
| Ausma                                                                          | Laila Pakalnina              | Estland, Polen, Lettland                                        | Vilis Daudziòð, Antons Georgs Grauds, Wiktor Zborowski |
| Bacalaureat                                                                    | Cristian Mungiu              | Belgien, Frankreich, Rumänien                                   | Adrien Titieni, Maria Dragus, Lia Bugnar |
| Beyond the Mountains and Hills (מעבר להרים ולגבעות, Me'Ever Laharim Vehagvaot) | Eran Kolirin                 | Israel, Deutschland, Belgien                                    | Alon Pdut, Shiree Nadav-Naor, Mili Eshet, Noam Imber |
| Briefe aus dem Krieg (Cartas da guerra)                                        | Ivo Ferreira                 | Portugal                                                        | Margarida Vila-Nova, Miguel Nunes |
| Chevalier                                                                      | Athina Rachel Tsangari       | Deutschland, Griechenland                                       | Makis Papadimitriou, Yorgos Pirpassopoulos, Sakis Rouvas, Yorgos Kendros, Panos Koronis, Vangelis Mourikis                                                          |
| Elle                                                                           | Paul Verhoeven               | Deutschland, Frankreich                                         | Isabelle Huppert, Anne Consigny, Charles Berling, Virginie Efira, Laurent Lafitte                                                                                   |
| Einer von uns                                                                  | Stephan Richter              | Österreich                                                      | Jack Hofer, Simon Morzé |
| Florence Foster Jenkins                                                        | Stephen Frears               | Vereinigtes Königreich                                          | Meryl Streep, Hugh Grant, Simon Helberg |
| Der fremde Himmel (Obce niebo)                                                 | Dariusz Gajewski             | Polen                                                           | Agnieszka Grochowska, Bartlomiej Topa, Barbara Kubiak, Ewa Fröling                                                                                                  |
| Freunde fürs Leben (Truman)                                                    | Cesc Gay                     | Spanien, Argentinien                                            | Ricardo Darín, Javier Cámara, Dolores Fonzi |
| Der glücklichste Tag im Leben des Olli Mäki (Hymyilevä mies)                   | Juho Kuosmanen               | Finnland, Schweden, Deutschland                                 | Jarkko Lahti, Oona Airola, Eero Milonoff |
| I, Olga (Já, Olga Hepnarová)                                                   | Tomáš Weinreb, Petr Kazda    | Tschechische Republik, Polen, Slowakei, Frankreich              | Michalina Olszańska, Martin Pechlát, Klára Melíšková, Marika Šoposká, Juraj Nvota, Ondrej Malis, Martin Finger, Marta Mazurek, Zuzana Stavná                        |
| Ich, Daniel Blake (I, Daniel Blake)                                            | Ken Loach                    | Frankreich, Vereinigtes Königreich                              | Dave Johns, Hayley Squires, Briana Shann |
| Julieta                                                                        | Pedro Almodóvar              | Spanien                                                         | Emma Suárez, Adriana Ugarte, Daniel Grao, Inma Cuesta, Michelle Jenner, Rossy de Palma                                                                              |
| Kills On Wheels (Tiszta szívvel)                                               | Attila Till                  | Ungarn                                                          | Szabolcs Thuróczy, Zoltán Fenyvesi, Ádám Fekete, Monika Balsai |
| Köpek – Geschichten aus Istanbul (Köpek)                                       | Esen Işık                    | Schweiz                                                         | Çagla Akalin, Beren Tuna, Oguzhan Sancar, Bekir Sevenkan, Baris Atay, Salih Bademci, Hakan Karsak, Cemal Toktas                                                     |
| Die Kommune (Kollektivet)                                                      | Thomas Vinterberg            | Dänemark, Schweden, Niederlande                                 | Trine Dyrholm, Ulrich Thomsen, Helene Reingaard-Neumann, Martha Sofie Wallstrøm-Hansen                                                                              |
| Lost in Munich (Ztraceni v Mnichově)                                           | Petr Zelenka                 | Tschechische Republik                                           | Tomáš Bambušek, Stanislas Pierret, Edita Levá, Jitka Schneiderová, Martin Myšicka                                                                                   |
| Mammal                                                                         | Rebecca Daly                 | Niederlande, Luxemburg, Irland                                  | Rachel Griffiths, Barry Keoghan, Michael McElhatton |
| Ein Mann namens Ove (En man som heter Ove)                                     | Hannes Holm                  | Schweden, Norwegen                                              | Rolf Lassgård, Bahar Pars |
| Mimosas                                                                        | Olivier Laxe                 | Spanien, Marokko, Frankreich, Katar                             | Ahmed Hammoud, Shakib Ben Omar, Said Aagli |
| Mit Siebzehn (Quand on a 17 ans)                                               | André Téchiné                | Frankreich                                                      | Sandrine Kiberlain, Kacey Mottet Klein, Corentin Fila |
| Non essere cattivo – Tu nichts Böses (Non essere cattivo)                      | Claudio Caligari             | Italien                                                         | Luca Marinelli, Alessandro Borghi, Silvia D’Amico, Roberta Mattei                                                                                                   |
| El Olivo – Der Olivenbaum (El Olivo)                                           | Icíar Bollaín                | Spanien, Deutschland                                            | Pep Ambròs, Anna Castillo, Javier Gutiérrez |
| On the other Side (S one strane)                                               | Zrinko Ogresta               | Kroatien, Serbien                                               | Ksenija Marinković, Lazar Ristovski |
| The Paradise Suite                                                             | Joost Van Ginkel             | Niederlande, Schweden, Bulgarien                                | Boris Isakovic, Erik Adelöw, Issaka Sawadogo, Jasna Đuričić, Magnus Krepper, Anschela Nedjalkowa                                                                    |
| Perfect Strangers (Perfetti sconosciuti)                                       | Paolo Genovese               | Italien                                                         | Giuseppe Battiston, Anna Foglietta, Marco Giallini, Edoardo Leo, Valerio Mastandrea, Kasia Smutniak, Alba Rohrwacher                                                |
| Pyromanen                                                                      | Erik Skjoldbjærg             | Norwegen, Schweden, Deutschland                                 | Per Frisch, Agnes Kittelsen, Trond Nilssen, Liv Bernard Osa |
| Rauf                                                                           | Bariş Kaya, Soner Caner      | Türkei                                                          | Alen Gürsoy, Şeyda Sözüer, Yavuz Gürbüz |
| Raum (Room)                                                                    | Lenny Abrahamson             | Irland, Kanada                                                  | Brie Larson, Jacob Tremblay, Joan Allen |
| Sieranevada                                                                    | Cristi Puiu                  | Rumänien, Frankreich, Kroatien, Mazedonien, Bosnien-Herzegowina | Mimi Branescu, Judith State, Bogdan Dumitrache |
| Sirenengesang (Córki Dancingu)                                                 | Agnieszka Smoczyńska         | Polen                                                           | Marta Mazurek, Michalina Olszańska, Jakub Gierszal, Kinga Preis, Andrzej Konopka, Zygmunt Malanowicz                                                                |
| Smrt u Sarajevu / Mort à Sarajevo                                              | Danis Tanović                | Frankreich, Bosnien-Herzegowina                                 | Snezana Vidovic, Izudin Bajrovic, Vedrana Seksan, Muhamed Hadzovic, Faketa Salihbegovic-Avdagic, Edin Avdagic                                                       |
| Song of Songs (Pesn pesney)                                                    | Eva Neymann                  | Ukraine                                                         | Milena Tsibulskaya, Yevheniy Kogan, Arina Postolova-Tihipko, Arseniy Semenov, Karen Badalov, Vitalina Bibliv, Samoil Silin, Miklail Bogdasarov, Vsevelod Shilovskuy |
| Sparrows (Þrestir)                                                             | Rúnar Rúnarsson              | Island, Dänemark, Kroatien                                      | Atli Óskar Fjalarsson, Ingvar Eggert Sigurðsson, Kristbjörg Kjeld, Rade Šerbedžija, Rakel Björk Björnsdóttir                                                        |
| Der Staat gegen Fritz Bauer                                                    | Lars Kraume                  | Deutschland                                                     | Burghart Klaußner, Ronald Zehrfeld |
| Suffragette – Taten statt Worte (Suffragette)                                  | Sarah Gavron                 | Vereinigtes Königreich                                          | Carey Mulligan, Helena Bonham Carter, Brendan Gleeson, Anne-Marie Duff, Meryl Streep                                                                                |
| Suntan                                                                         | Argyris Papadimitropoulos    | Griechenland, Deutschland                                       | Makis Papadimitriou, Elli Triggou, Xara Kotsali, Milou Van Groesen, Dimi Hart, Markus Collen                                                                        |
| Tikkun                                                                         | Avishai Sivan                | Israel                                                          | Aharon Traitel, Khalifa Natour |
| Toni Erdmann                                                                   | Maren Ade                    | Deutschland, Österreich                                         | Sandra Hüller, Peter Simonischek |
| Uchenik (УЧЕНИК)                                                               | Kirill Serebrennikow         | Russland                                                        | Petr Skvortsov |
| Die Überglücklichen (La Pazza Gioia)                                           | Paolo Virzì                  | Frankreich, Italien                                             | Micaela Ramazzotti, Valeria Bruni Tedeschi |
| Das unbekannte Mädchen (La fille inconnue)                                     | Jean-Pierre und Luc Dardenne | Frankreich, Belgien                                             | Adèle Haenel, Olivier Bonnaud, Jérémie Renier |
| United States of Love (Zjednoczone stany miłości)                              | Tomasz Wasilewski            | Polen, Schweden                                                 | Magdalena Cielecka, Dorota Kolak, Marta Nieradkiewicz, Andrzej Chyra, Łukasz Simlat, Tomek Tyndyk, Julia Kijowska                                                   |
| Unter dem Sand – Das Versprechen der Freiheit (Under Sandet)                   | Martin Zandvliet             | Dänemark, Deutschland                                           | Roland Møller, Louis Hofmann, Joel Basman, Mikkel Boe Følsgaard, Emil Belton, Oskar Belton                                                                          |
| A War (Krigen)                                                                 | Tobias Lindholm              | Dänemark                                                        | Pilou Asbæk, Tuva Novotny, Søren Malling, Charlotte Munck, Dulfi Al-Jabouri, Dar Salim                                                                              |

## Weitere Preise

### Beste europäische Leistung im Weltkino
präsentiert von Susanne Bier
Pierce Brosnan, irischer Schauspieler

### Preis für ein Lebenswerk
präsentiert von Ángela Molina und Volker Schlöndorff
Jean-Claude Carrière, französischer Drehbuchautor

### Ehrenpreis
präsentiert von Wim Wenders
Andrzej Wajda, polnischer Filmregisseur (postume Auszeichnung, stellvertretend entgegengenommen durch zwei Absolventen der von Wajda gegründeten Master School of Film Directing)

### Europäischer Koproduzentenpreis – „Prix EURIMAGES“
präsentiert von Carlos Areces
Leontine Petit, niederländische Filmproduzentin (Lemming Film/Hamster Film)

### Bester Dokumentarfilm
Seit 2015 wird vor Bekanntgabe der fünf Nominierungen eine Auswahlliste von 15 Dokumentarfilmen präsentiert, die von einem Auswahlkomitee bestehend aus Mitgliedern der EFA und des European Documentary Network (EDN) zusammengestellt wird. Berücksichtigt werden Vorschläge von Dokumentarfilmfestivals sowie individuelle Einreichungen. Aus den 15 vorausgewählten Filmen wählten die über 3000 Mitglieder der Europäischen Filmakademie die Nominierten und den späteren Preisträger aus.
präsentiert von Kasia Smutniak und Lia Boysen
Seefeuer (Fuocoammare) – Regie: Gianfranco Rosi (Italien, Frankreich)
- 21 x Nowy Jork – Regie: Fredrik Gertten, Magnus Gertten, Jesper Osmund (Schweden, Niederlande, Italien)
- A Family Affair – Regie: Tom Fassaert (Niederlande, Belgien)
- Mr. Gaga – Regie: Tomer Heymann (Israel, Schweden, Deutschland, Niederlande)
- The Land of the Enlightened – Regie: Pieter-Jan de Pue (Belgien, Niederlande, Deutschland, Irland)
- S Is for Stanley (Trent'anni dietro al volante per Stanley Kubrick) – Regie: Alex Infascelli (Italien)

Auf die Auswahlliste, aber nicht unter die Nominierten gelangten folgende Filmproduktionen:
- Bella e perduta – Regie: Pietro Marcello (Italien)
- Bref manuel de liberation – Regie: Alexander Kuznetsov (Frankreich)
- Deja Vu – Regie: Jon Bang Carlsen (Dänemark)
- Den unge Zlatan – Regie: Piotr Stasik (Polen)
- Ein deutsches Leben – Regie: Christian Krönes, Olaf S. Müller, Roland Schrotthofer, Florian Weigensamer (Österreich)
- Europe, She Loves – Regie: Jan Gassmann (Schweiz, Deutschland)
- Herr von Bohlen – Regie: André Schäfer (Deutschland)
- Mallory – Regie: Helena Třeštíková (Tschechische Republik)
- O Pio Makris Dromos – Regie: Marianna Economou (Griechenland)
- Sobytie – Regie: Sergei Loznitsa (Niederlande, Belgien)

### Bester Erstlingsfilm („Europäische Entdeckung – Prix FIPRESCI“)
Die fünf Nominierungen für das beste europäische Spielfilmdebüt kamen durch ein Auswahlkomitee bestehend aus vier EFA-Mitgliedern und drei Mitgliedern der Fédération Internationale de la Presse Cinématographique (FIPRESCI) zustande. Den Sieger kürten die über 3000 Mitglieder der Europäischen Filmakademie, der auf der Preisverleihung bekanntgegeben wurde.
präsentiert von Malin Levanon
Der glücklichste Tag im Leben des Olli Mäki (Hymyilevä mies) – Regie: Juho Kuosmanen (Finnland, Deutschland, Schweden)
- Câini – Regie: Bogdan Mirică (Frankreich, Rumänien, Bulgarien, Katar)
- Jajda – Regie: Swetla Zozorkowa (Bulgarien)
- Liebmann – Regie: Jules Herrmann (Deutschland)
- Sandsturm (סופת חול) – Regie: Elite Zexer (Israel)

### Bester Kurzfilm
15 Filme qualifizierten sich für den Preis in der Kategorie Bester europäischer Kurzfilm. Diese wurden von unabhängigen Jurys auf 15 Filmfestivals ausgewählt. Den Sieger kürten die über 3000 Mitglieder der EFA, der auf der Preisverleihung bekanntgegeben wurde.
präsentiert von Maciej Stuhr
9 Days – From My Window in Aleppo (13 min) – Regie: Thomas Vroege, Floor van der Meulen, Issa Touma (Niederlande, Syrien)
- 90 Grad Nord (21 min) – Regie: Detsky Graffam (Deutschland)
- El adiós (15 min) – Regie: Clara Roquet (Spanien)
- Amalimbo (15 min) – Regie: Juan Pablo Libossart (Schweden, Estland)
- Edmond (9 min) – Regie: Nina Gantz (Vereinigtes Königreich)
- Home (20 min) – Regie: Daniel Mulloy (Kosovo, Vereinigtes Königreich)
- L’immense retour (14 min) – Regie: Manon Coubia (Belgien, Frankreich)
- In the distance (7 min) – Regie: Florian Grolig (Deutschland)
- Limbo (30 min) – Regie: Konstantina Kotzamani (Frankreich, Griechenland)
- A man returned (30 min) – Regie: Mahdi Fleifel (Vereinigtes Königreich, Libanon, Dänemark, Niederlande)
- Le mur (8 min) – Regie: Samuel Lampaert (Belgien)
- Shooting Star (ПАДАЩА ЗВЕЗДА, 28 min) – Regie: Ljubo Jontschew (Bulgarien, Italien)
- Small talk (21 min) – Regie: Even Hafnor, Lisa Brooke Hansen (Norwegen)
- Tout le monde aime le bord de la mer (17 min) – Regie: Keina Espiñeira (Spanien)
- Yo no soy de aquí (26 min) – Regie: Giedrē Žickytē, Maite Alberdi (Chile, Dänemark, Litauen)

### Bester Animationsfilm
präsentiert von Aistė Diržiūtė
Mein Leben als Zucchini (Ma vie de Courgette) – Regie: Claude Barras (Schweiz, Frankreich)
- Pisconautas (Psiconautas, los niños olvidados) – Regie: Alberto Vázquez (Spanien)
- Die rote Schildkröte (La Tortue rouge) – Regie: Michael Dudok de Wit (Frankreich, Belgien)

### European University Film Award(EUFA)
Der European University Film Award wurde bei der Verleihung 2016 erstmals vergeben. Über die Nominierungen entschieden die Regisseurin Feo Aladağ, die Wissenschaftlerin Dagmar Brunow (Linné-Universität), der Journalist Luis Martinez Lopez (El Mundo) und der Filmproduzent Patrick Sobelman auf Basis der diesjährigen Auswahllisten für die Spiel- und Dokumentarfilme. Studenten von 13 Universitäten in 13 Ländern wählen unter den nominierten Beiträgen ihren Lieblingsfilm aus. Jeweils ein Student einer Universität wurde Anfang Dezember zu einem zweitägigen Treffen entsendet, um über den Preisträger zu debattieren. Die Bekanntgabe des Gewinners erfolgte in der Woche der Filmpreisverleihung.
Ich, Daniel Blake (I, Daniel Blake) – Regie: Ken Loach
- Bacalaureat – Regie: Cristian Mungiu
- Der glücklichste Tag im Leben des Olli Mäki (Hymyilevä mies) – Regie: Juho Kuosmanen
- Seefeuer (Fuocoammare) – Regie: Gianfranco Rosi
- Toni Erdmann – Regie: Maren Ade

### Publikumspreis
Durch den Publikumspreis (People’s Choice Award) hatten Kinozuschauer die Möglichkeit vom 1. September bis zum 31. Oktober 2016 ihren Favoriten via Internet aus einer Auswahlliste zu küren:
präsentiert von Numan Acar
Body (Ciało) – Regie: Małgorzata Szumowska
- Aferim! – Regie: Radu Jude
- Das brandneue Testament (Le tout nouveau Testament) – Regie: Jaco Van Dormael
- The Danish Girl – Regie: Tom Hooper
- James Bond 007: Spectre (Spectre) – Regie: Sam Mendes
- Julieta – Regie: Pedro Almodóvar
- The Lobster – Regie: Giorgos Lanthimos
- Ein Mann namens Ove (En man som heter Ove) – Regie: Hannes Holm
- Mustang – Regie: Deniz Gamze Ergüven
- Seefeuer (Fuocoammare) – Regie: Gianfranco Rosi
- A War (Krigen) – Regie: Tobias Lindholm
- Zvizdan – Regie: Dalibor Matanić